# Португалія на літніх Олімпійських іграх 1976
Португалія брала участь у Літніх Олімпійських іграх 1976 року у Монреалі (Канада) учотирнадцяте за свою історію, і завоювала дві срібні медалі.

## Срібло
- Легка атлетика, 10000 метрів, чоловіки — Карлуш Лопіш.
- Стрільба, чоловіки — Армандо Сілва Маркеш.